# SiFive
SiFive — компанія з розробки електронних пристроїв без власних виробничих потужностей, що спеціалізується на мікропроцесорах архітектури RISC-V (є першим розробником робочого процесора даної архітектури).
Серед продукції компанії — системи на кристалі і спеціалізовані системні плати для розробників.

## Історія
Заснована у 2015 році Крсте Асановічем, Юнсупом Лі і Ендрю Вотерманом, дослідниками з Університету Каліфорнії (Берклі).
29 листопада 2016 року SiFive випустила систему на кристалі Freedom Everywhere 310 і плату розробника на основі цього чипу, ставши таким чином першою комерційною компанією з випуску пристроїв RISC-V (раніше процесори цієї архітектури у експериментальному порядку створювалися в університетах).
У серпні 2017 року виконавчим директором SiFive було призначено Навіда Шервані (англ. Naveed Sherwani), що раніше працював у Intel..
У жовтні того ж року SiFive обмеженою партією випустила мікросхему U54-MC, імовірно перший в світі чотириядерний 64-розрядний мікропроцесор архітектури RISC-V, що підтримує повноцінні операційні системи на зразок Linux.
У лютому 2018 року SiFive оголосила про випуск HiFive Unleashed, плати для розробників з чотирма ядрами U54.. У квітні того ж року компанія отримала фінансування у розмірі 50,6 мільйонів доларів США від фонду Intel Capital.
15 вересня 2020 року SiFive анонсувала демонстрацію нового процесора Freedom U740.
17 вересня 2020 року SiFive призначила Патріка Літтла (Patrick Little) новим виконавчим директором. Літтл раніше працював у компанії Qualcomm.
У жовтні 2023 року SiFive звільнила приблизно 20% персоналу (близько 140 осіб).

## Продукція
Системи на кристалі:
- Freedom U740
- Performance P550